# 로데라 기지
|                  |                       |
| 국가             | 영국                  |
| 영국 해외 영토   | 영국 남극 지역        |
| 남극 대륙의 위치 | 애들레이드 아일랜드   |
| 에 의해 관리     | 영국 남극 조사        |
| 설립             | 1975                  |
| 높이             | 4m (13 피트)          |
| 인구             |                       |
| 총계             | 여름 : 100, 겨울 : 22 |
| 유형             | 일년 내내             |
| 기간             | 일년                  |
| 상태             | 운영                  |
| 웹 사이트        | www.antarctica.ac.uk  |

로데라 기지는 영국령 남극 지역의 수도 역할을 하는 기지이다.

## 같이 보기
- 남극 기지